# Jardin botanique de Soukhoumi
 (octobre 2018).
Si vous disposez d'ouvrages ou d'articles de référence ou si vous connaissez des sites web de qualité traitant du thème abordé ici, merci de compléter l'article en donnant les références utiles à sa vérifiabilité et en les liant à la section « Notes et références ».
Le jardin botanique de Soukhoumi, fondé en 1838 à Soukhoumi, en Abkhazie, en Géorgie est un des plus anciens jardins botaniques du Caucase. 

En 2012, la superficie du jardin est supérieure à trente hectares, dans lesquels poussent près de cinq mille espèces et variétés d'arbres, d'arbustes et de plantes herbeuses.

## Histoire
L'histoire de la création du jardin remonte aux années 1830. La date officielle de création du jardin botanique, «brisée par le docteur Bagrinovsky dans la forteresse de Soukhoum», est 1838.
Durant la première moitié du XIXe siècle, le médecin de la garnison de Soukhoumi, Mikhaïl Bagrinovsky, qui possédait une connaissance approfondie de la botanique et du jardinage, aménage un jardin près de sa maison. En 1840, le lieutenant-général Alexandre Raïevsky, chef du littoral fortifié de la mer Noire, attire l'attention sur ce jardin (le fils de Nikolaï Raïevski, général de cavalerie russe connu pour ses faits d'armes lors des guerres napoléoniennes).
Avec l'aide de N. Rajewski Jr., le jardin de Bagrinovsky, avec l'autorisation de l'empereur Nicolas Ier, est transféré au trésor et, à partir de 1840, il est transféré sous la juridiction du département militaire sous le nom de «jardin botanique militaire Sukhum-Kalsky». Au début, environ une dîme est mise de côté sous le jardin. Compte tenu des boutures de plantes et de graines. En 1841, 3 autres dîmes sont ajoutées au jardin. N. Raevsky a nommé Bagrinovsky à la tête du jardin.
Le département militaire tente de se dissoudre sur les points fortifiés du littoral, dont Soukhoumi, des plantes fruitières et ornementales et même des légumes. Ces activités poursuivent deux objectifs : occuper les soldats d’opérations militaires pendant leur temps libre et fournir aux soldats des fruits et des légumes. Le jardin botanique de Soukhoumi avait pour tâche de fournir à ces objets des semences et des plants. À cette fin, de nombreuses plantes appliquées et ornementales locales et exotiques sont plantées dans le jardin.
Le jardin botanique de Sukhum a été dévasté à deux reprises par les Turcs en 1853-1856 et en 1877-1878.
À la même période, P. E. Tatarinov s’établit à Soukhouh, où il occupait auparavant le poste de secrétaire de la Société de l’horticulture, de l’horticulture et de l’horticulture du ministère de l’Agriculture. Il fut nommé directeur du jardin botanique et, en 1894, il réorganisa le jardin et créa un jardin de Soukhoumi et une station expérimentale agricole à sa base, comprenant le jardin botanique en tant que département dans la structure de la station. Ainsi, le profil du jardin botanique a reçu une orientation agricole. En 1901, P. Tatarinov s'installe à Batum, mais pendant une courte période en tant que directeur de la station et du jardin botanique, il introduit un grand nombre de plantes. Il s'est rendu dans les pays d'Amérique du Sud et de la Méditerranée, où il a livré 45 espèces d'agaves, 49 espèces de palmiers, 150 espèces de conifères et un certain nombre d'autres plantes subtropicales. Les cultures ont été incluses dans le travail expérimental.
En 1889, le jardin fut transféré de l'administration militaire au ministère des biens de l'État et confié au jardinier Ochamchira N. V. Fon-Derviz sans compensation spéciale. En raison du manque de fonds, le nouveau responsable n'a pas pu réellement organiser le travail. Les maigres moyens dont il disposait ne prévoyaient que l'entretien des collections.
En raison des événements qui ont suivi en Russie (guerre, révolution), les activités de jardinage ont été interrompues pendant longtemps. En 1926-1940, N. I. Vavilov et l'organisation de la station expérimentale de Soukhoumi de l'Institut de l'industrie végétale All-Union accordèrent une grande attention au jardin botanique où il se trouvait à plusieurs reprises. Mais comme le jardin relevait de la qualité d’un département initialement géré par l’Institut de la culture subtropicale humide de l’Union, puis de l’Institut de la culture, et ne bénéficiant pas d’un soutien financier suffisant, il n’ya eu aucun changement fondamental dans les activités du jardin.
À la fin du XXe siècle, le botaniste Vladimir Leontievitch Komarov, président de l'Académie des sciences de l'URSS, visita le jardin botanique, où il élabora avec le directeur de l'Institut de la culture et du jardin botanique, A. Chochua, diverses mesures pour améliorer et développer les activités du jardin. Le jardin a été transféré sur le territoire de l'arboretum (fondé à la fin du XIXe siècle par le célèbre philanthrope russe Nikolai Smetsky) - 120 hectares avec installations auxiliaires.
En 1972, il a reçu le statut d'institut de recherche de la botanique de l'Académie des sciences de l'URSS.
Les dégâts colossaux ont été causés au jardin botanique de la guerre géorgienne-abkhaze de 1992-1993. Plus d'une centaine d'obus sont tombés sur le parc. Avant la guerre, le jardin contenait jusqu'à 5 000 espèces, formes et variétés de plantes, 350 espèces de serre, 50 espèces de plantes aquatiques, 1 500 espèces d'arbres et d'arbustes. Au cours de la guerre, 30% des arbres et des arbustes, 80 à 85% des plantes herbacées (y compris les fleurs), 100% de leurs propres variétés de plantes à fleurs et 90 à 95% des plantes de serre sont morts. Immédiatement après la guerre, le jardin collectif a commencé à restaurer les collections de plantes.
Le Jardin botanique de Soukhoumi collabore avec l'Institut de botanique de l'Académie des sciences d'Abkhazie et le principal jardin botanique nommé d'après N. Tsitsina RAS (Moscou).
L'une de ses principales attractions est le tilleul du Caucase, vieux de 250 ans, qui y a poussé avant la fondation du jardin. Le diamètre du tilleul est de 3 m. En 1877, les Turcs ont coupé l’arbre, mais celui-ci n’est pas mort. Poursuivant sa croissance, le tilleul a atteint une hauteur de 20 m, mais lors de l'ouragan de 1987, une grande partie de la cime a été démolie. Malgré cela, l'arbre fleurit et porte des fruits. Le plus ancien séquoia du territoire de l'ex-URSS, planté en 1848, et le premier du métasequoia du littoral de la mer Noire, issu de graines obtenues par la première expédition spéciale Arnold-Arboretum et planté vers 1950, poussent également dans un jardin botanique.
Le jardin est de 30 hectares. La partie de démonstration occupe 5 hectares et est divisée en 50 rideaux (sections) par des chemins piétonniers.
Au nord du jardin botanique sur la pente du Trapezium se trouve un institut de recherche en pathologie expérimentale et en thérapie de l'Académie des sciences d'Abkhazie, doté d'une pépinière de singes, créé en 1927.